# Giulio Pellizzari
Giulio Pellizzari (født 21. november 2003 i San Severino Marche) er en cykelrytter fra Italien, der kører for Fejl i Modul:Cykelhold: Wikidata-entitet ikke angivet..